# Europa germanică

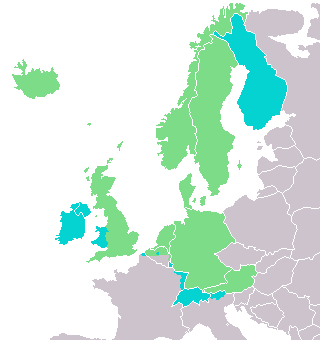
Europa germanică
Verde: Țările și regiunile unde o limbă germanică este limba națională
Albastru: Țările și regiunile unde o limbă germanică este o limbă oficială

Europa germanică este acea parte a Europei în care limbile germanice sunt predominante. Această zonă corespunde, mai mult sau mai puțin, cu nord-vestul Europei și cu unele părți din Europa Centrală.
Din regiune fac parte Islanda, Germania, Regatul Unit, Irlanda, Austria, Olanda, Danemarca, Suedia, Norvegia, Luxemburg, Liechtenstein, Insulele Faroe, Elveția de limbă germană, Flandra și comunitatea germană din Belgia, regiunile de limbă suedeză din Finlanda, Alsace-Moselle și Flandra franceză din Franța, și provincia autonomă Tirolul de Sud din Italia.